# Symfonie nr. 4 (Yannatos)
James Yannatos voltooide zijn Symfonie nr. 4 Plein van de Hemelse Vrede in januari 1990 na er ongeveer een half jaar aan gewerkt te hebben.
Yannatos verkreeg zijn inspiratie uit het Tiananmen-protest van 4 juni 1989. Yannatos was verbolgen over de reactie van de Chinese regering op dat protest en kon als componist dat maar op een manier verwerken, een symfonie. De symfonie is grotendeels gebaseerd op volksliedjes uit China, die ooit verzameld waren door Yuen Ren Chao. Gedurende het componeren voelde de componist zijn woede en angst ombuigen naar (wat later bleek ijdele) hoop en vreugde van wat zou volgen.
De symfonie bestaat uit zes delen:
deel I: Many People, de ouverture
deel II: Coming Together, het scherzo
deel III: In Thought, een haast symfonisch gedicht in twee secties
deel IV: In Action, het tweede scherzo
deel V: In Memoriam, is een verwijzing naar deel III
deel VI: Past Strife – Future Hope, bestaat uit twee delen waarvan het eerste verwijst naar deel I en het laatste deel naar delen III en V.
Aangezien de bron Chinese volksmuziek is, is het werk grotendeels geschreven in pentatonische toonladdersystemen. De componist nam zelf de vrijheid om de volksmelodietjes over te zetten naar andere maatvoeringen zoals de vijfachtstemaat en alla breve.
De eerste uitvoering werd gegeven door de combinatie, die het uiteindelijk op compact disc zette in een concert op 24 april 1992 in de Sanders concertzaal van de Harvard-universiteit. Het werk kreeg daarop een positieve recensie in de The Boston Globe onder vermelding "a memorial to the tiananmen square tragedy".

## Orkestratie
- 2 piccolos, 2 dwarsfluiten, 2 hobo's, 2 klarinetten, 2 fagotten;
- 4 hoorns, 3 trompetten, 3 trombones, 1 tuba
- 5 man / vrouw percussie, harp en piano
- violen, altviolen, celli en contrabassen.

## Discografie
Van het werk is slechts één opname:
- Uitgave Albany Records: Harvard-Radcliffe Orchestra o.l.v. de componist in een opname gemaakt tijdens een concert in Praag in 1992.